# 松下浩明
松下 浩明（まつした ひろあき、1961年（昭和36年）1月15日 - ）は、日本の政治家。千葉県山武市長（2期）。これまでに千葉県議会議員（3期）、山武町長（1期）、山武町議会議員などを歴任した。

## 来歴
千葉県山武町椎崎（現・山武市）に生まれる。1981年（昭和56年）3月、千葉経済短期大学卒業。1999年（平成11年）4月、山武町議会議員に初当選。2003年（平成15年）、再選。2004年（平成16年）5月、山武町長に初当選。
2006年（平成18年）3月27日、成東町・山武町・蓮沼村・松尾町が合併し山武市が発足。これに伴い町長を辞任。2007年（平成19年）4月、千葉県議会議員に初当選。県議時代は自由民主党に所属した。
2018年（平成30年）4月15日に行われた山武市長選挙に自民党・公明党の推薦を得て立候補。元市議の小川一馬を破り初当選を果たした。4月23日、市長就任。選挙の結果は以下のとおり。
※当日有権者数：44,775人 最終投票率：48.10%（前回比：pts）
| 候補者名 | 年齢 | 所属党派 | 新旧別 | 得票数   | 得票率 | 推薦・支持             |
| -------- | ---- | -------- | ------ | -------- | ------ | ---------------------- |
| 松下浩明 | 57   | 無所属   | 新     | 11,432票 | 53.85% | （推薦）自民党・公明党 |
| 小川一馬 | 63   | 無所属   | 新     | 9,797票  | 46.15% |                        |

2022年4月17日投開票で小川豊を破って再当選して市長就任。